# 龙丰铁路
龙丰铁路，又称“丰满铁路”，是自吉林省吉林市境内的一条铁路支线，起自长图铁路龙潭山站，沿松花江右岸由东向西，经长白山西部余脉的丘陵地带，穿过16公里分水岭后，线路瀕临松花江，越过阿什哈达一号隧洞，终至大丰满站。全长22.84km。2016年线路被吉林市绕城高速切断，不再开行列车。
该铁路曾今的货运主要为到国电公司吉林江南热电厂的运煤列车。
长春电影制片厂的电影故事片《特快列车》部分场景于1965年在本线上摄制。

## 线路
龙丰线全长34.3公里，其中正线22.8公里，站线9.8公里，岔线1.5公里，特别用途线0.2公里；全线均为每米43公斤钢轨；有四等站3个（不含龙潭山站）。线路允许速度由1948年的每小时30公里，提高到60公里。牵引定数上下行均为650吨。全年发送货物39万吨，到达65.7万吨。
线路设计按国线标准，混砂道床，桥梁荷载重L一20，隧道净空断面高5.41米，宽4.9米，使用每米32公斤钢轨，臂板信号机，电气路牌闭塞。龙丰线由铁道总局白城子建设事务所勘测设计。筑路工程由满铁发包给东亚土木企业株式会社和电器合资会社施工。
沿线有龙潭山大桥、17km处阿什哈达一号隧洞长79m，大丰满站人字型三角线。
龙潭山站—大长屯站之间的线路将成为吉林铁路枢纽的东环线组成部分。

## 历史

### 形成
1931年九一八事变后，满洲国推行其“产业开发政策”，在制定第一个产业计划中决定修建年发电量26亿度的丰满发电所。当时仅有两条轨距为720毫米的窄轨轻便铁路，难以适应筑坝物资和大型机械运输，故决定修建标准轨距龙丰铁路。
1937年5月开始测量，7月10日实测完毕，8月10日动工修建，每天出劳工1500～2000人，冬季停工。
1938年4月复工，5月末完工。全线设桥涵51座、4080延长米；路基土石方38.8万立米；架设通信线路21.3公里、设8线；修建生产与生活房屋18栋、695，97平方米。全线用地227万平方米。
1938年5月18日，从龙潭山站开始铺轨，平均日铺355米。由于路基松软，所用旧轨磨耗超限，经常发生事故，拖至8月1日开始临时营业，又经两个多月的加固整修，于10月1日起正式运营。
运营初期，只开行混合列车1对，随着大坝的施工材料和机械的增多，1941年混合列车增到3对，另开砂石专用列车4对。1941年至1943年6月，运到大丰满的砂石342万吨、水泥45万吨、油脂8000吨、机械1，5万吨、钢材等物资3万余吨。1941年，运出货物19.6万吨，输送旅客7.3万人次。由于线路质量低，防护设施差，运营后，不断发生水害。1937年～1944年，发生水害27次，中断行车7次，共用水害抢险、修建费16万元。

### 改造
1941年，在10.23公里处增设大长屯站，在19.44公里处开设孟家信号场，并修建满洲林业专用线，全长10.024公里。
1943年5月，在15.16公里处增设阿什信号场，后改为阿什站。
1966年，阿什站增设货物线1条。
1972年，将大长屯河桥钢梁全部换为钢筋混凝土梁。
1974年，在龙潭山桥上游丰满方向增设砌石丁坝3处。
1976年，对龙丰线进行大修，将混砂道床改为碎石道床，同时将每米32公斤、40公斤钢轨全部换为43公斤钢轨。先后更新、移位、改建涵洞24座。经过改造扩建，提高了线路强度和质量。
1999年，因运营亏损，本线改为专用线，大长屯站至大丰满站之间线路闲置荒废十余年。沿途的吉诺尔电器（集团）公司、市一玻璃厂基本停产。
2007年3月8日，吉林市人民政府发函给沈阳铁路局要求拆除龙丰线Ｋ12+000米至丰满发电厂段，拆除后属于铁路用地的仍归还铁路部门，如铁路方面因该地段狭长不便使用或管理，吉林市将提供同等价值的土地予以置换。  
2009年至2012年，沈阳铁路局修复了龙丰线，阿什站、大丰满站整修一新，原来的木质枕木也换成水泥轨枕，还铺上了新的渣石。以满足丰满水库大坝拆除重建的需要。

### 开行旅游列车
2012年7月15日，吉林站至大丰满站的松花湖“Y1/2次”“松花湖号”旅游列车开通运营。编组共两节车厢。8时32分从吉林站始发，9时58分终到大丰满；于当日15时30分从大丰满返程，16时53分终到吉林站，单程票价3元。
2012年8月沈阳铁路局决定，自当年9月1日至10月6日，每周六继续开行吉林至大丰满间松花湖1/2次旅游观光列车。编组一辆硬座车厢。

### 停运
2016年阿什站与大丰满站之间的线路被吉林市绕城高速切断，现已不再开行列车。